# Dennis Rudolph
Dennis Rudolph (Berlijn, 1979) is een Duitse kunstenaar. Hij maakt voornamelijk landschappen, portretten en allegorische taferelen in olieverf op paneel of grafiek. Kenmerkend voor het werk van Dennis Rudolph is dat hij historische genres en technieken toegankelijk maakt voor een eigentijdse artistieke benadering. Zijn portrettenreeksen, uitgevoerd in grisaille en gebaseerd op oude foto's, tonen verwantschap met portretten van Gerhard Richter.

## Biografie
Dennis Rudolph woont en werkt in Berlijn. Hij studeerde aan het taal en cultuur Instituut in Peking (1998), de Repin Academie in Sint-Petersburg en de Universiteit van de Kunsten in Berlijn, waar hij in 2004 afstudeerde. Sinds 2004 wordt zijn werk regelmatig geëxposeerd in galeries in Europa en Amerika.

## Werk
Dennis Rudolph maakt overweldigende, grillige landschappen en dramatische portretten. Zijn landschappen, vaak uitgevoerd in grafiek of olieverf op paneel, tonen verwantschap met het negentiende-eeuwse romantische landschap. Klassieke allegorische motieven, zoals eenzame berglandschappen, dreigende luchten, rotskusten, ruïnes worden door Rudolph aan de huidige tijd aangepast door moderne toevoegingen, zoals elektriciteitsmasten en door vliegtuigen gestreepte wolkenluchten. Waar in het werk van een romantische meester als Caspar David Friedrich een duidelijke religieuze symboliek te lezen is, wordt de allegorische en symbolische betekenis in het werk van Dennis Rudolph een representatie van universele opvattingen. Rudolph weet met zijn werk de allegorie en symboliek te integreren in hedendaagse kunst door het beeld te ontdoen van zijn religieuze symboliek en het toegankelijk te maken voor een eigentijdse artistieke benadering.
Rudolph haalt zijn inspiratie uit de kunstgeschiedenis. Hij neemt dan ook dikwijls composities of motieven uit historische schilderijen als uitgangspunt in zijn eigen werk. Zijn serie portretten Martyrs uit 2009 kenmerken zich door een hoge mate van expressiviteit. De vormen onderscheiden zich vaag door de in elkaar overlopende kleuren, maar de portretten bezitten hierdoor een krachtige dramatiek en emotie. De portretten tonen een duidelijke verwantschap met de extatische gezichten in gotische devotietaferelen. Rudolph haalt hier wederom een artistieke traditie uit zijn oorspronkelijke context en stemt het af op de huidige tijd.
In 2007 en 2008 maakte Rudolph een serie portretten, die vanwege hun hoge mate van realisme afsteken tegen zijn meer expressieve werk. De in grisaille uitgevoerde portretten zijn gebaseerd op foto's van Duitse soldaten uit de Tweede Wereldoorlog. Ze tonen de soldaten vanaf de borst in ongeveer identieke houding. Door de zeer subtiele detaillering van de gezichten weet Rudolph in deze portretten de individuele expressie van elke soldaat vast te leggen. Emoties van angst en frustratie worden zichtbaar door een gedetailleerde weergave van schaduwen, rimpels en gefronste wenkbrauwen.
Recentelijk ontwikkelde Dennis Rudolph een eigen druktechniek die lijkt op het principe van de offsetdruktechniek. In plaats van het fotografisch aanbrengen van een beeld, beschildert Rudolph de dunne offsetplaten met offset plate developer en een kwast en drukt deze vervolgens eenmalig af. Door deze unieke techniek ontstaat door middel van fotochemische reacties een beeld dat doet denken aan overbelichte zwart-witfoto's.

## Tentoonstellingen
- Hallewujah, Apart, Stuttgart & Künstlerhaus Bethanien, Berlijn (2011)
- Mythos des 21. Jahrhunderts, Galerie Jette Rudolph, Berlijn (S)(2010)
- Nemesis - Das Grosse Glück, Upstream Gallery, Amsterdam (S) (2010)
- The Last Kingdom, Project & Presentation, Berlijn (G)(2009)
- The Holy War, Chapter I, The Sacrifice of Youth, Perry Rubenstein Gallery, NY (S)(2008)